# 日華関税協定
日華関税協定（にっか かんぜいきょうてい）とは、1930年（昭和5年）5月6日、大日本帝国の重光葵在上海総領事（本協定調印時は臨時代理公使）と、中華民国国民政府の宋子文財政部長の間で結ばれた協定である。
この協定により、大日本帝国は中華民国の関税自主権を承認した。

## 背景
1924年（大正14年）7月から始まった第一次北伐、また1928年（昭和3年）4月から始まった第二次北伐により、国民政府は中国を統一。これを端緒として、「国権回収運動」が開始される。1928年7月、国民政府は諸外国へ不平等条約の改正を宣言。この年、アメリカ・イギリス・ドイツなどが中国の関税自主権を承認した。さらに1929年（昭和4年）12月には領事裁判権の撤廃も宣言し、翌年1月にアメリカ・イギリスがこれを承認した。

## 協定調印
このような情勢下で、積極外交を続けた田中義一内閣に代わって濱口雄幸内閣が誕生すると、加藤高明内閣・第一次若槻礼次郎内閣で外相を務めた幣原喜重郎が三度外相に就任。国際協調・対中関係の改善を方針として、特に中国においては民族運動を刺激せず、安定した中国市場の確保を目指した。
アメリカ・イギリスが日本に先立って関税自主権を承認する中、大日本帝国と中華民国の間でも、これが懸案となっていた。幣原は、重光葵在上海総領事を臨時代理公使に任命して、交渉に当たらせた。1930年（昭和5年）1月以降に協議が始まり、5月6日に日華関税協定が調印された。これにより日本は、主要輸出品（綿製品、水産物など）については3年間協定税率の拘束をかけるなどの条件は付したが、中華民国の関税自主権を承認した。

## その後の日中関係
日本が国民政府に関税自主権を承認した後も、国民政府は積極的に諸外国が持つ国内の利権回収を続けた。当然ながら、この回収される利権の中には日本の持つ権益も含まれており、旅順・大連の租借権や、満鉄なども回収の対象とされていた。
日本側では関東軍を中心に、在華の日本の特殊権益は武力行使に踏み切ってでも守るべきとの主張がなされていた。こうした情勢下において、1931年（昭和6年）9月18日、奉天郊外で柳条湖事件（満洲事変）が起こる。当時の第二次若槻礼次郎内閣は、戦線不拡大の方針を打ち出したが、関東軍はこれを無視。中国も、日本と直接交渉ではなく、国際会議の場において討議することを求めた。
幣原は関東軍の撤兵は日本の自主的な認定によって行うとし、中国全般を調査するという条件付きで、国際連盟の派遣する調査委員会受け入れを決定するなど、厳しい状況にあってなんとか事態の沈静化を図った。しかし国内の強硬派に非難され、また内閣自体も不拡大方針を無視されたことに起因して倒れたため、幣原は外相を辞任。幣原外交は終焉を迎えた。